# Зябрівка (станція)
Зя́брівка (біл. Зя́браўка) — проміжна залізнична станція Гомельського відділення Білоруської залізниці на неелектрифікованій лінії Бахмач — Гомель між зупинними пунктами Носовичі (5,4 км) та Соколка (2,6 км). 
Розташований в селі Воєвода Гомельського району Гомельської області, за 2,1 км на північний схід від однойменного села Зябрівка.

## Пасажирське сполучення
На станції Зябрівка зупиняються поїзди регіональних ліній економ-класу сполученням: 
- Гомель — Круговець
- Гомель — Куток
- Гомель — Терехівка.